# Confession (manga)
Confession (告白, Kokuhaku) és una sèrie manga japonesa escrita per Nobuyuki Fukumoto i il·lustrada per Kaiji Kawaguchi. Va ser serialitzada a la revista Kodansha Seinen manga de la revista Young Magazine Uppers l'any 1998, amb els seus capítols recollits en un sol volum tankōbon. Una adaptació cinematogràfica d'imatge real es va estrenar el maig de 2024.

## Argument
La història segueix a dos amics del club d'alpinisme de la Universitat J, Asai (浅井) i Ishikura (石倉), que estan pujant pel cim de 3.200 metres de la muntanya Obari. Quan arriba una tempesta, es perden i l'Ishikura cau i es lesiona la cama. Creient que està a punt de morir, Ishikura confessa a l'Asai que cinc anys abans, va assassinar un company del club, Sayuri Nishida (西田さゆり, Nishida Sayuri), la mort del qual es va informar com un accident. Oportunment, l'Asai descobreix un lodge proper i hi porta Ishikura, assegurant la seva supervivència mentre esperen ajuda. Tanmateix, Ishikura comença a lamentar la seva confessió. Al sentir això, l'Asai entra en pànic, tement que ell també pugui ser assassinat per conèixer el crim d'Ishikura.

## Mitjans

### Manga
Escrit per Nobuyuki Fukumoto i il·lustrat per Kaiji Kawaguchi, Confession va ser serialitzat a la revista Kodansha de Seinen manga Young Magazine Uppers l'any 1998. Kodansha va aplegar els capítols en un sol volum tankōbon, estrenat el 9 de juliol de 1999;una edició shinsōban fou llançada el 23 de gener de 2001; i una edició bunkoban fou estrenada el 12 de desembre de 2007.Una nova edició fou llançada el 5 d'abril de 2024.
El març de 2024, Kodansha USA va anunciar que havia concedit la llicència del manga per al llançament impresa, amb el volum publicat el 17 de desembre del mateix any.

### Pel·lícula
El gener de 2024, es va anunciar que el manga rebria una adaptació cinematogràfica d'imatge real, que es va estrenar el 31 de maig del mateix any. Fou produïda per Gaga Corporation (ギャガ), dirigida per Nobuhiro Yamashita, amb guions de Shūji Yuki i Ryō Takada (高田亮), i música composta per Masa Takumi. Fou protagonitzada per Toma Ikuta i Yang Ik-june. El tema principal de la pel·lícula és "Satsui vs. Satsui (Kyohan: Ikuta Tōma) (殺意vs殺意 (共犯：生田斗真), "Murderous Intent vs. Murderous intent, with Accomplice Toma Ikuta"), interpretat per Maximum the Hormone. Es va projectar al 28è FanTasia el 19 de juliol de 2024.

## Recepció
Shuichi Oguro de Kono Manga ga Sugoi! Web va escriure que la sèrie "coincideix perfectament amb la situació extrema i la psicologia anormal", elogiant la representació psicològica de la història creada per Fukumoto. Ettore Gabrielli de Lo Spazio Bianco va elogiar la sèrie per la seva atmosfera i la tensió entre els personatges principals, elogiant també l'obra d'art de Kawaguchi, recomanant-la als fans del thriller.